# 시보이건 뮤니시펄 오디토리움 앤 아머리
시보이건 뮤니시펄 오디토리움 앤 아머리(영어: Sheboygan Municipal Auditorium and Armory)는 미국 위스콘신주 시보이건에 위치한 실내 경기장이다. 과거 NBA 시보이건 레드스킨스의 홈경기장으로 사용했다.